# Alansmia fabispora
Alansmia fabispora är en stensöteväxtart som först beskrevs av Edwin Bingham Copeland, och fick sitt nu gällande namn av A.Rojas. Alansmia fabispora ingår i släktet Alansmia och familjen Polypodiaceae. Inga underarter finns listade.